# Reinhold Polster
Reinhold Polster (* 7. Juni 1922 in Oberschützen; † 6. August 2009 ebenda) war ein österreichischer Politiker (ÖVP) und Landwirt. Polster war Abgeordneter zum Burgenländischen Landtag, langjähriger Landesrat in der Burgenländischen Landesregierung sowie Mitglied des Bundesrates. Polster war verheiratet. 

## Ausbildung und Beruf
Polster besuchte die Volksschule und das Realgymnasium in Oberschützen und legte 1941 die Matura ab. Am 9. Oktober 1940 hatte er die Aufnahme in die NSDAP beantragte und war rückwirkend zum 1. September 1940 aufgenommen worden (Mitgliedsnummer 7.844.597). Er wurde in der Folge im Herbst 1941 in die deutsche Wehrmacht eingezogen und war bis 1945 im Kriegsdienst beziehungsweise in britischer Kriegsgefangenschaft. 1945 übernahm Polster die elterliche Landwirtschaft. 1965 wurde ihm der Berufstitel Ökonomierat verliehen. 

## Politik und Funktionen
Polster war ab 1947 Gemeinderat und Gemeindekassier in Oberschützen und übte 1948 bis 1956 die Funktion des Ortsparteiobmannes der ÖVP aus. 1950 wurde er Kammerrat der Burgenländischen Landwirtschaftskammer. Zwischen 1950 und 1990 war Polster Obmann des Burgenländischen Fleckviehzuchtverbandes sowie Obmann-Stellvertreter des Burgenländischen Bauernbundes. Zudem war er von 1954 bis 1989 Obmann der Molkereigenossenschaft Oberwart. 
Polster übernahm von 1957 bis 1973 die Funktion des Vorstandsmitgliedes im Burgenländischen Molkereiverband und war ab 1973 dessen Obmann. Zudem war er Vorstandsmitglied der OEMOLK und von 1958 bis 1980 Aufsichtsrat der BEWAG: Von 1972 bis 1987 war er Mitglied im Vorstand des Burgenländischen Raiffeisenverbandes.
Polster übernahm 1960 das Amt des Bezirksparteiobmanns der ÖVP-Oberwart und wurde am 12. September 1964 zum Obmann des Burgenländischen Bauernbundes gewählt. Er war von 1964 bis 1972 Landeshauptmannstellvertreter und von 1972 bis 1987 Präsident der Burgenländischen Landwirtschaftskammer. Zuvor war er ab 1955 3. und ab 1958 2. Präsident gewesen. 
Polster vertrat die ÖVP zwischen dem 19. März 1953 und dem 27. Juli 1960 im Landtag. Zudem war er vom 22. Juni 1956 bis zum 17. Februar 1972 Mitglied der Landesregierung und ab 12. Juni 1964 Landeshauptmann-Stellvertreter. Mit dem 25. Februar 1972 wechselte er in den Bundesrat, dem er bis zum 29. Oktober 1982 angehörte.